# 이강혁 (1884년)
이강혁(李康爀, 일본식 이름: 李原康爀리하라 고카쿠, 1884년 7월 18일 ~ 1964년 7월 30일)은 일제강점기와 대한민국의 서울 지역 유지이다.

## 생애
경신고등학교의 전신인 기독교 계열의 경신학교를 졸업하였다. 포목업에 종사하여 크게 성공한 뒤, 일제 강점기 동안 경성부의 갑부이며 지역 유지로 활동하였다. 경성금융조합장과 서울금융조합장으로 35년 이상 근속하였다.
1929년부터 사회사업에 뜻을 보여 유치원과 자혜원을 설립하고 원장을 지냈다. 조양요치원 원장, 경성자혜원 원장, 사단법인 동화인보관 관장을 역임하였다. 경성자혜원은 양로원이며, 동화인보관은 영세민 구제를 위한 복지 시설이다.
일찍부터 대정실업친목회 회원이었고 동민회의 평의원을 지냈으며, 중일 전쟁 발발 후에는 국민총력조선연맹에서 참사를 맡아 일본 제국에 협력한 행적이 있다. 제1회 경성부 부협의원으로 당선된 것을 비롯하여, 사상범 감시를 위한 직책인 경성보호관찰소 촉탁보호사도 역임하였다.
1950년대까지도 서울 종로구에 거주하면서 서울 지역 유지이자 사회사업가로 활동하였다. 종교는 기독교였다.
2008년 민족문제연구소가 발표한 친일인명사전 수록예정자 명단 중 지역유력자 부문에 선정되었으며 2009년 친일반민족행위진상규명위원회가 발표한 친일반민족행위 705인 명단에도 포함되었다.

## 같이 보기
- 동민회

## 참고자료
- 이강혁(李康爀) - 국사편찬위원회